# Inibidor reversível da monoamina oxidase A

Fórmula estrutural da moclobemida, protótipo dos inibidores reversíveis da monoamina oxidase tipo A.

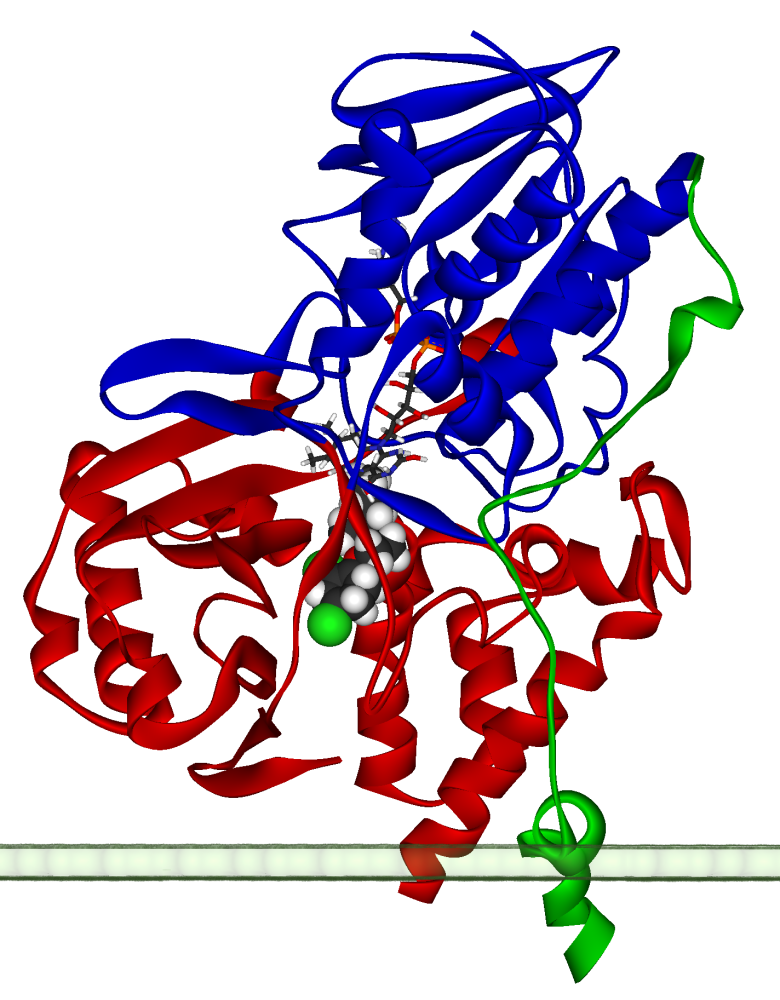
Diagrama em fita de um monômero da MAO-A humana, ligado a FAD e a clorgilina, orientado como se afixado à membrana mitocondrial externa.

Inibidores reversíveis da monoamina oxidase tipo A (RIMA) são uma família de drogas psiquiátricas e compostos naturais que inibem a temporária e reversivelmente a monoamina oxidase. São geralmente usados para tratamentos contra a depressão e a epilepsia. Por sua curta meia-vida e seletividade, seu uso é mais seguro que os IMAOs mais antigos.
A moclobemida, brofaromina, e algumas beta-carbolinas, como a harmalina, são exemplos de IRMAs.

## Funcionalidade e segurança
IRMAs, um subtipo de inibidores da monoamina oxidase (IMAOs), inibem apenas a isozima A e são reversíveis, ou seja, competem seletivamente pela enzima na presença de tiramina, ao invés de inibir a clivagem desta no fígado, como faz a maioria dos IMAOs. Além disso, a isozima B fica livre e continua a metabolizar a tiramina no estômago, embora aí essa ação seja mais discreta que no fígado. Assim, não é necessário que se siga uma dieta rigorosa, embora alimentos contendo tiramina devam ser evitados.
Conquanto mais seguros que os outros IMAOs, os IRMAs apresentam interação perigosa, às vezes fatal, com muitas drogas; particularmente, podem causar a síndrome da serotonina quando combinados com praticamente todos os antidepressivos ou estimulantes (prescritos ou não), medicamentos para enxaqueca, alguns fitoterápicos, ou mesmo a maioria dos remédios para gripe (inclusive descongestionantes, anti-histamínicos e xaropes para tosse).